# Robert Montgomery (acteur)
Pour les articles homonymes, voir Robert Montgomery et Montgomery.
Robert Montgomery est un acteur, producteur de télévision et réalisateur américain, né le 21 mai 1904 à Beacon, dans l'État de New York, et mort le 27 septembre 1981 à New York (États-Unis).

## Biographie

### Vie privée
Il est le père de l'actrice américaine Elizabeth Montgomery.

## Filmographie

### Acteur

#### Cinéma
- 1929 : Le Droit d'aimer (The Single Standard) de John S. Robertson : Extra
- 1929 : Three Live Ghosts (en) de Thornton Freeland : William Foster
- 1929 : So This Is College de Sam Wood : Biff
- 1929 : Indomptée (Untamed) de Jack Conway : Andy McAllister
- 1929 : Désirs (Their Own Desire) de E. Mason Hopper : John Douglas Cheever
- 1930 : Le Metteur en scène (Free and Easy) d'Edward Sedgwick avec Buster Keaton : Larry Mitchell
- 1930 : La Divorcée (The Divorcee) de Robert Z. Leonard : Don
- 1930 : Big House de George W. Hill : Kent Marlowe
- 1930 : The Sins of the Children de Sam Wood : Nick Higginson
- 1930 : Cœurs impatients (Our Blushing Brides) de Harry Beaumont : Tony Jardine
- 1930 : Love in the Rough de Charles Reisner : Jack Kelly
- 1930 : War Nurse de Edgar Selwyn : Lt. Wally O'Brien
- 1931 : L'Inspiratrice (Inspiration) de Clarence Brown : André Montell
- 1931 : Quand on est belle (The Easiest Way) de Jack Conway : Jack 'Johnny' Madison
- 1931 : Strangers May Kiss de George Fitzmaurice : Steve
- 1931 : Shipmates de Harry A. Pollard : John Paul Jones
- 1931 : The Man in Possession de Sam Wood : Raymond Dabney
- 1931 : Vies privées (Privates Lives) de Sidney Franklin : Elyot
- 1932 : Lovers Courageous de Robert Z. Leonard : Willie Smith
- 1932 : But the Flesh Is Weak (en) de Jack Conway : Max Clement
- 1932 : Captive (Letty Lynton) de Clarence Brown : Hale Darrow
- 1932 : La Reine des girls (Blondie of the Follies) de Edmund Goulding : Larry Belmont
- 1932 : Les Lèvres qui mentent (Faithless) de Harry Beaumont : William 'Bill' Wade
- 1933 : Hell Below de Jack Conway : Lieut. Thomas Knowlton, USN
- 1933 : Mais une femme troubla la fête (When Ladies Meet) de Harry Beaumont : Jimmie Lee
- 1933 : Made on Broadway de Harry Beaumont : Jeff Bidwell
- 1933 : Another Language de Edward H. Griffith : Victor Hallam
- 1933 : Vol de nuit (Night Flight) de Clarence Brown : Auguste Pellerin
- 1933 : Au pays du rêve (Going Hollywood) de : lui-même
- 1934 : Les Amants fugitifs (Fugitive Lovers) de Richard Boleslawski : Paul Porter, dit Stephen Blaine
- 1934 : The Mystery of Mr. X (en) d'Edgar Selwyn : Nicholas Revel
- 1934 : Quand une femme aime (Riptide) d'Edmund Goulding : Tommie Trent
- 1934 : Jours heureux de W. S. Van Dyke : Jonathan 'Lucky' Wilson
- 1934 : Souvent femme varie (Forsaking All Others) de W. S. Van Dyke : Dillon 'Dill' / 'Dilly' Todd
- 1935 : Biography of a Bachelor Girl d'Edward H. Griffith : Richard 'Dickie' Kurt
- 1935 : Vanessa: Her Love Story (en) de William K. Howard : Benjamin Herries
- 1935 : La Femme de sa vie (No more ladies) de Edward H. Griffith : Sheridan Warren
- 1936 : Une femme qui tombe du ciel (Petticoat fever) de George Fitzmaurice : Dascom Dinsmore
- 1936 : À vos ordres, Madame (Trouble for Two) de J. Walter Ruben : prince Florizel
- 1936 : Jim l'excentrique (Piccadilly Jim) de Robert Z. Leonard : James Crocker, Jr.
- 1937 : La Fin de Mme Cheyney (The Last of Mrs Cheyney) de Richard Boleslawski : Lord Arthur Dilling
- 1937 : La Force des ténèbres (Night Must Fall) de Richard Thorpe : Danny
- 1937 : Bataille de dames (Ever Since Eve) de Lloyd Bacon : Freddy Matthews
- 1937 : La Vie, l'Art et l'Amour (Live, Love and Learn) de George Fitzmaurice : Robert 'Bob' Graham
- 1938 : Après la tempête (The First Hundred Years) de Richard Thorpe : David Conway
- 1938 : Yellow Jack (en) de George B. Seitz : John O'Hara
- 1938 : Hollywood Handicap de Buster Keaton (1938) - court-métrage
- 1938 : Nanette a trois amours (Three Loves Has Nancy) de Richard Thorpe : Malcolm 'Mal' Niles
- 1939 : Mon mari conduit l'enquête (Fast and Loose) de Edwin L. Marin : Joel Sloane
- 1940 : Le Gangster de Chicago (The Earl of Chicago) de Richard Thorpe : Robert 'Silky' Kilmount
- 1940 : Busman's Honeymoon de Arthur B. Woods : Lord Peter Wimsey
- 1941 : Joies matrimoniales (Mr. & Mrs. Smith) de Alfred Hitchcock : David Smith
- 1941 : La Proie du mort (Rage in Heaven) de W.S. Van Dyke : Philip Monrell
- 1941 : Le Défunt récalcitrant (Here Comes Mr. Jordan) d’Alexander Hall : Joe Pendleton
- 1941 : Histoire inachevée (Unfinished business) de Gregory La Cava : Tommy Duncan
- 1945 : Les Sacrifiés (They Were Expendable) de John Ford : Lt. John Brickley
- 1947 : La Dame du lac (Lady in the Lake) de Robert Montgomery : Philip Marlowe
- 1947 : Et tournent les chevaux de bois (Ride the Pink Horse) de Robert Montgomery : Lucky Gagin
- 1948 : The Saxon Charm de Claude Binyon : Matt Saxon
- 1948 : La Mariée du dimanche (June bride) de Bretaigne Windust : Carey Jackson
- 1949 : Chasse aux maris (Once More, My Darling) de Robert Montgomery : Collier 'Collie' Laing
- 1950 :Your Witness (en) de Robert Montgomery : Adam Heywood
- 1960 : Le Héros du Pacifique (en) (The Gallant Hours) de Robert Montgomery : le narrateur

#### Télévision
- 1953 : Harvest (téléfilm) : Hôte
- 1958 : Navy Log (en) (série télévisée) : Hôte

### Réalisateur
- 1945 : Les Sacrifiés (They Were Expendable)
- 1947 : La Dame du lac (Lady in the Lake)
- 1947 : Et tournent les chevaux de bois (Ride the Pink Horse)
- 1949 : Once More, My Darling
- 1950 : Your Witness
- 1960 : Le Héros du Pacifique (en) (The Gallant Hours)

### Producteur
- 1950 : Robert Montgomery présente (série télévisée)
- 1953 : Eye Witness (série télévisée)
- 1960 : Le Héros du Pacifique (en) (The Gallant Hours)

## Théâtre
Robert Montgomery reçoit le Tony Award du meilleur metteur en scène en 1955 pour la pièce La Maison des otages.